# Занимательная биология
Занимательная биология — научно-популярная книга советского учёного-биолога И. И. Акимушкина. В книге рассматриваются аспекты биологических наук — антропологии, экологии, цитологии, генетики, геронтологии. По словам автора: «Я избегал анатомии, биохимии, даже физиологии — всего слишком специального и того, что уже не ново» и «что можно узнать из учебников и справочников». Одной из заслуг работы, впервые опубликованной в 1967 году, является популярное освещение проблем генетики, которая вплоть до 1965 года официально считалась лженаукой, а ее приверженцы подвергались преследованиям.

## Об авторе
Игорь Иванович Акимушкин — ученый-океанолог, кандидат биологических наук, наибольшую известность получивший как писатель и популяризатор биологических знаний. На его счету порядка сотни научно-популярных и научно-художественных изданий, написанных и опубликованных в 1960—1990-х годах.

## Содержание
Глава I. Великий пролог
Автор описывает формирование планеты Земля и ее дрейфующих континентов. Озвучивается так называемая «лунная гипотеза», согласно которой Тихий океан — обширная впадина, оставшаяся после отделения Луны от Земли. Кратко рассматривается появление жизни и эволюция живых организмов вплоть до появления человека.
Глава II. Парад природы
Во второй главе освещаются вопросы классификации живых организмов (спор о жгутиконосцах и вирусах) и фундаментальные понятия экологии — продуценты, консументы, редуценты, их взаимодействие и круговорот энергии в природе.
Глава III. Микромеханика жизни
В «цитологической» главе дается характеристика основных параметров клетки. Автор рассказывает об обмене веществ между клеткой и окружающей средой, описывает свойства протоплазмы и некоторые органеллы клетки, касается механизма фотосинтеза, синтеза АТФ и АДФ и четырех азотистых оснований, лежащих в основе генетического кода.
Глава IV. Генетика
Автор рассказывает об открытиях Менделя и Моргана, о законах генетической наследственности и изменчивости, описывает два типа деления клеток — митоз и мейоз, вводит понятие кроссинговера (обмена участками гомологичных хромосом), говорит о том, как хромосомный набор определяет пол организма, особенности его фенотипа и заболевания, которым он подвержен.
Глава V. От и до
Глава посвящена основам эмбриологии и геронтологии. Рассматривается влияние на продолжительность жизни организма различных факторов — размеров тела, особенностей строения кишечника, алкоголя.
Глава VI. Теперь поговорим о чувствах
Автор рассказывает об органах чувств — каналах, своего рода, «входных устройствах», по которым мозг получает информацию об окружающем мире. От описания принципов работы нервной системы он переходит к характеристике нервных клеток — нейронов, её отростков — аксонов и дендритов, подробно останавливается на биохимическом механизме передачи информации через мембрану нервной клетки, устройстве глазного анализатора.
Глава VII. Чем люди думают
Глава развивает проблематику, связанную с действием нервной системы, переходя к высшей нервной деятельности. Автор использует смелую метафору, сравнивая спинной мозг со старыми кварталами города, а головной — с его новой более «продвинутой» и разросшейся частью. Описываются функции основных частей мозга. Отвечая на вопрос сколько битов в человеческом мозге, автор приводит мнение Дж. фон Неймана, согласно которому информационная емкость мозга равна 280 квинтлн. бит.
Глава VIII. Пульс жизни
Глава посвящена кровеносной системе в целом и особенностям крови и ее клеток (эритроцитов, лейкоцитов, тромбоцитов, лимфоцитов) в частности. Автор считает, что биохимические параметры крови закладывались в соответствии с химическим составом древнего океана («плененное море»). Описаны механизм транспорта кислорода по всему организму, роль в процессе кровоснабжения сердца и селезенки. Охарактеризованы 4 группы крови, дано определение понятию резус-фактор.
Глава IX. Добывают хлеб свой насущный
Глава раскрывает секреты пищеварительной системы от всасывания веществ инфузориями до питания сложного многоклеточного организма. Автор рассказывает о биохимии пищеварения, каким образом бактерии помогают в этом процессе, индивидуальном и коллективном переваривании пищи, особенностях наружного пищеварения, специфике пищеварения у ряда морских организмов и хищных растений.
Глава X. Агрессия и оборона! Аллергия — друг или враг?
Глава рассказывает об аллергии и подробно освещает этиологию этого явления (неожиданно упомянув и о псевдоаллергической реакции на солнечные лучи). Подробно раскрыт механизм выработки антител и иммунопатологической реакции организма на аллерген.
Глава XI. Вечная слава воде!
Посвященная воде глава начинается с перечисления некоторых ее аномалий — высокая температура плавления и кипения, высокая теплоемкость, способность расширяться при замерзании, высокое поверхностное натяжение, способность хорошо растворять. Далее речь идет о приспособлении живых организмов, живущих в засушливых средах, к минимальному расходу воды. Уделено внимание проблемам грядущей нехватки воды и ее антропогенному загрязнению.

## Издания
Первые издания были выпущены в издательстве «Молодая гвардия» в научно-популярной серии «Эврика».
- 1-е изд., — М.: Молодая гвардия, 1967. — 336 с. — (Эврика). — 100 000 экз.
- 2-е изд., — М.: Молодая гвардия, 1972. — 304 с. — (Эврика). — 100 000 экз.
- 3-е изд., — Смоленск: Русич, 1999. — 336 с. — (Занимательный мир). — 7000 экз. ISBN 5-88590-976-8
- 4-е изд., — М.: Просвещение, 2008. — 192 с. — (Твой кругозор). — 10 000 экз. ISBN 978-5-09-018218-8
- 5-е изд., — СПб.: Амфора, 2015. — 320 с. — (Популярная наука). — 14 925 экз. ISBN 978-5-367-03604-6